# とらドラジオ!
ラジオ「とらドラジオ!」は、ライトノベル『とらドラ!』のテレビアニメ化に伴い放送が開始されたインターネットラジオ番組。2008年9月4日から2009年5月28日まで、アニメイトTVではwebラジオ、携帯サイトのアニメイトON AIR!では録り下ろしショートラジオ「とらドラジオモバイル!」が配信された。パーソナリティは高須竜児役の間島淳司と川嶋亜美役の喜多村英梨。

## 概要
テレビアニメ『とらドラ!』を応援するため、作品のストーリーやキャラクターの紹介、アフレコ現場の模様、原作・関連商品のプロモーション、視聴者からの感想などを交えながらパーソナリティ2人がトークを展開するラジオ番組。

### パーソナリティ
- 間島淳司（高須竜児役）
- 喜多村英梨（川嶋亜美役）

### コーナー
ふつおた
普通のお便りやフリートークで楽しむコーナー。
何でも手乗り団
大きかったら怖いけど、小さくして手乗りサイズにすると、かわいくなったり便利になったりするものを募集している。
高須式家事マニュアル
家事のトリビアやその武勇伝を募集し、家事マニュアルを作成する。なおパーソナリティが評価（手・頭・足の3段階）するシステム。
実乃梨に負けるな! 怒濤のバイト職人
アルバイトに関する武勇伝や珍バイトをリスナーから募集している。
叫べ! 本当の自分!
外見と内面の違いがあり、言えなかったことやできなかったことを代わりにパーソナリティが代弁する。
突撃! 隣のインコちゃん
家で飼っているペットの自慢や珍行動の写真を激写して送るコーナー。なお写真を送ると紹介された回では写真がUPされる。
今宵、毘沙門天国（びしゃもんてんごく）で
日常生活でたまったストレスや悩みを暴露し、パーソナリティがそれにアドバイスをするコーナー。
とらドラ！式パワーアップ（＃14〜＃38）
本来は弱いのに、他のものと合わせるとパワーアップしたりするものを募集している。
マジコレ！（＃28〜＃38）
何のコスプレをさせても似合うかもしれない間島淳司をコスプレさせちゃおうというもの、多種多様なシチュエーションに合わせて妄想するコーナー。もともとは喜多村の思いつきだったが、リスナーからたくさんお便りが来たことからコーナー化したものである。「マージーの着せ替えコレクション」略して「マジコレ！」。

### 主題歌
1stオープニングテーマ『カ・ラ・ク・リ』(#4 - #20)(#3まではBGM)
作詞 - 渡邊亜希子 / 作曲・編曲 - 横山マサル / 歌- 逢坂大河・櫛枝実乃梨・川嶋亜美（釘宮理恵・堀江由衣・喜多村英梨）
2ndオープニングテーマ『恋クラゲ』（#21 - ＃38）（#20はBGM）
作詞 - 森内優希 / 作曲・編曲 - 祖堅正慶 / 歌- 逢坂大河・櫛枝実乃梨・川嶋亜美（釘宮理恵・堀江由衣・喜多村英梨）
エンディングテーマ『I my me』（#4 - #38）
作詞・作曲 - 加藤有加利 / 編曲 - 川口圭太 / 歌 - 堀江由衣

## 配信・ゲスト
| 回数   | 配信日         | サブタイトル                                       | ゲスト                                         | 備考       |
| ------ | -------------- | -------------------------------------------------- | ---------------------------------------------- | ---------- |
| 第1回  | 2008年9月4日   | なんでアナタ、いちいちファン目線なの（笑）         | [ 注釈 1 ]                                     |            |
| 第2回  | 2008年9月11日  | 着せ替えマージーのコーナー作ろうよ〜！             |                                                |            |
| 第3回  | 2008年9月18日  | あたしがナンバーワンよ!!                           |                                                |            |
| 第4回  | 2008年9月25日  | おかしいなぁ、そんな呑まないんですよ〜？           | 大原さやか（高須泰子役）                       |            |
| 第5回  | 2008年10月2日  | イエス、さぁや！                                   | 大原さやか（高須泰子役）                       |            |
| 第6回  | 2008年10月9日  | 少女漫画的展開が欲しいんですよ！                   |                                                |            |
| 第7回  | 2008年10月16日 | 昭和テイストでお送りしてます                       | 釘宮理恵（逢坂大河役）・野島裕史（北村祐作役） | 公開録音   |
| 第8回  | 2008年10月23日 | マージーの揚げ餃子食べたいな〜                     |                                                |            |
| 第9回  | 2008年10月30日 | マージーメンズレジェンドが！                       |                                                |            |
| 第10回 | 2008年11月6日  | も、もちろん、アドリブ…で……                        | 後藤沙緒里（インコちゃん役）                   |            |
| 第11回 | 2008年11月13日 | 中の人も外の人も放牧すればいいじゃない！           | 後藤沙緒里（インコちゃん役）                   |            |
| 第12回 | 2008年11月20日 | アンニャン♪                                        |                                                |            |
| 第13回 | 2008年11月27日 | これはアメ〜リカンドックの分ッ！                   |                                                |            |
| 第14回 | 2008年12月4日  | 土鍋持ってきて、今すぐ！                           |                                                |            |
| 第15回 | 2008年12月11日 | イエス、フォーリンラブ！                           |                                                |            |
| 第16回 | 2008年12月18日 | ワカメワカメ！                                     |                                                |            |
| 第17回 | 2008年12月25日 | すべては鍋のために！                               |                                                |            |
| 第18回 | 2009年1月8日   | 明けましておめでとうございました〜                 | 大原さやか（高須泰子役）                       | [ 注釈 2 ] |
| 第19回 | 2009年1月15日  | もう、あたし駆け落ちするわ……！                     | 野島裕史（北村祐作役）                         | [ 注釈 3 ] |
| 第20回 | 2009年1月22日  | 亀の萌えポイントはズバリ？                         | 野島裕史（北村祐作役）                         | [ 注釈 4 ] |
| 第21回 | 2009年1月29日  | オシャレにいかないと！                             | 甲斐田裕子（狩野すみれ役）                     |            |
| 第22回 | 2009年2月5日   | 耐えて耐えて、婚期が大事!?                         | 甲斐田裕子（狩野すみれ役）                     | [ 注釈 5 ] |
| 第23回 | 2009年2月12日  | 寝起きなの〜〜                                     |                                                |            |
| 第24回 | 2009年2月19日  | ラジオの厳しさを教えてやろうと思います!            | 石川桃子（香椎奈々子役）                       | [ 注釈 6 ] |
| 第25回 | 2009年2月26日  | ラジオって不思議ね〜!                              | 阿澄佳奈（狩野さくら役）                       |            |
| 第26回 | 2009年3月5日   | イエス、イエース!                                  | 阿澄佳奈（狩野さくら役）                       |            |
| 第27回 | 2009年3月12日  | もう影が薄いなんて言わせない……!                    | 興津和幸（能登久光役）                         | [ 注釈 7 ] |
| 第28回 | 2009年3月19日  | 素晴らしきメガネの世界をちょっとだけお楽しみ下さい | 興津和幸（能登久光役）                         |            |
| 第29回 | 2009年3月26日  | グッジョブ、マージー!                              | 後藤沙緒里（インコちゃん役）                   | [ 注釈 8 ] |
| 第30回 | 2009年4月2日   | でもみんな忘れないで、インコの人だからね……!        | 後藤沙緒里（インコちゃん役）                   |            |
| 第31回 | 2009年4月9日   | 見た目は似てますよ?                                | 石川桃子（香椎奈々子役）                       |            |
| 第32回 | 2009年4月16日  | 匠の技ですね!                                      | 石川桃子（香椎奈々子役）                       |            |
| 第33回 | 2009年4月23日  | 癒し系! 癒し系!!                                   | 野中藍（木原麻耶役）                           | [ 注釈 9 ] |
| 第34回 | 2009年4月30日  | みんなー、カマカマ〜?                              | 野中藍（木原麻耶役）                           |            |
| 第35回 | 2009年5月7日   | 俺の生い立ちは設定じゃねえから!                    |                                                |            |
| 第36回 | 2009年5月14日  | ロン毛パーカーだからね                             | 吉野裕行（春田浩次役）                         |            |
| 第37回 | 2009年5月21日  | 人妻なんだ……!                                      |                                                |            |
| 第38回 | 2009年5月28日  | バイバ〜イ!                                        |                                                |            |

## こじからじおとのコラボコーナー
パーソナリティーの声優がこどものじかんにも声をあてていることと、DVDの発売日が同じということでコラボ企画が第19回（40：51〜54：36）、第20回（39：46〜52：05）の番組内で行われた。なお19話本編のEDには喜多村英梨が歌う、こどものじかん2学期（OVA）のOPの「Guilty Future」が、20話では喜多村英梨（九重りん役）と真堂圭（鏡黒）と門脇舞以（宇佐美々）が歌うこじかラジオ2学期のOP「よりどりプリンセス」がBGMとして流れた。
- 第19回（2009年1月15日）：ゲスト 門脇舞以（宇佐美々役）
- 第20回（2009年1月25日）：ゲスト 真堂圭（鏡黒役）

コーナー
- 宇佐美々の「これもオトナの事情ですか？」（第19回更新分）
  - 日常生活で、「大人の事情」で片付けられているワケじゃないということで、理不尽なことを紹介するコーナー。
- 鏡黒の「もんもん学級会ハイパー」（第20回更新分）
  - キツイ悩みやコンプレックスなどを相談し（ここでは、今宵、毘沙門天国のお悩みメールを使い）、斬ってもらうコーナー。

## DJCD
内容は放送ダイジェストと新規録りおろし。各2枚組。
- とらドラ! DJCD Vol.1（2009年2月25日発売）
  - ゲスト：釘宮理恵（逢坂大河 役）、野島裕史（北村祐作 役）、後藤沙緒里（インコちゃん 役）
- とらドラ! DJCD Vol.2（2009年4月22日発売）
- とらドラ! DJCD Vol.3（2009年6月24日発売）
- とらドラ! DJCD SP.1（2009年5月27日発売）

## Yahoo!動画での映像付特別版
＃11話（11月13日配信分）映像付（アニメの番宣やCD情報など）
2008年12月4日から2009年3月31日までYahoo!動画で映像付きの特別版が配信された。

## 復活版ラジオ
アニメ放送10周年と2018年10月24日発売『とらドラ！Complete Blu-ray BOX』を記念して、『TVアニメ「とらドラ!」10周年記念「とらドラジオ! SPECIAL」』のラジオタイトルで復活し、アニメイトタイムズにて2018年10月7日、10月24日に配信された。パーソナリティは、間島淳司と喜多村英梨。